# Boomerang (Alemania)
Boomerang fue un canal alemán de televisión paga que transmitía programación infantil. Fue lanzado el 1 de junio de 2006 y era propiedad de Turner Broadcasting System Europe. 

## Radiodifusión
En agosto de 2013, SES Platform Services (ahora MX1) ganó una licitación internacional por Turner Broadcasting System, para proporcionar servicios de reproducción para Boomerang, y para Cartoon Network, TNT Glitz, TNT Film y TNT Serie (en SD y HD)para el alemán de habla hispana, digitalización del contenido existente de Turner y playout para los servicios a pedido y de por internet de Turner en Alemania, Austria, Suiza y la región del Benelux, desde noviembre de 2013.  
El Kabelkiosk del Grupo M7 dejó de transmitir Boomerang el 1 de marzo de 2017. 
El 1 de octubre de 2018, Boomerang Alemania cerró y fue reemplazado por Boomerang del Centro y Este de Europa.

## Logos

2006-2015
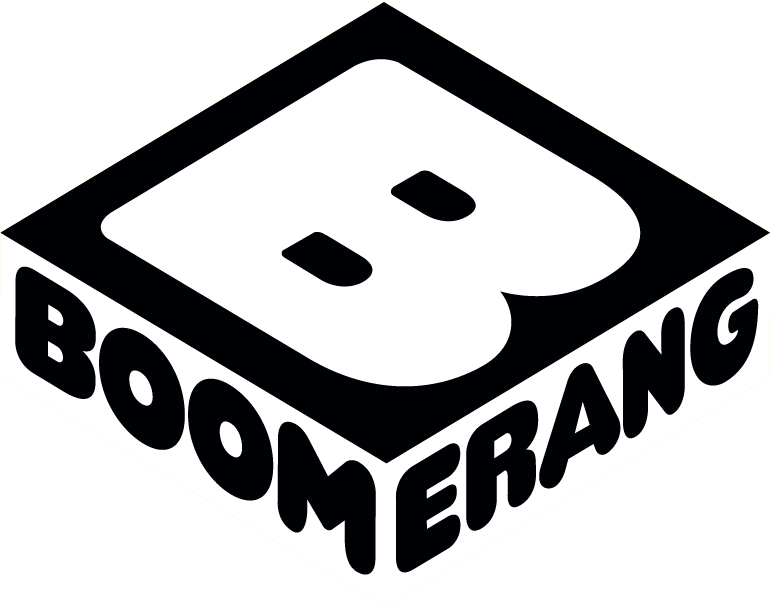
2015-2018